# ACM Automobili
ACM Automobili war ein italienischer Hersteller von Automobilen.

## Unternehmensgeschichte
Das Unternehmen gehörte zur Gruppe Ali Ciemme S.p.A. aus Piazzano di Atessa, zu der auch Automobili Biagini gehörte. 1981 begann die Produktion von Automobilen. 1990 endete die Produktion. Der Markenname lautete ACM.

## Fahrzeuge
Das Unternehmen stellte Fahrzeuge auf Basis von Modellen von Fiat her. Daneben gab es Geländewagen, die auf Modellen von ARO basierten. Dieses Modell ACM 4 WD verfügte über Allradantrieb.